# 도서정가제

도서정가제를 시행하는 나라
업무 협약으로 도서정가제를 시행하는 나라
도서정가제를 시행하지 않는 나라
데이터 없음

도서정가제는 책의 정가를 정하고 할인을 금지 또는 제한하는 제도이다. 대한민국에서는 출판문화산업진흥법 시행령에 의해 시행된다. 한국에서는 온라인·오프라인 서점에서 책의 할인율을 제한하는 대한민국의 제도이다. 2014년 11월 21일에 대한민국의 도서정가제가 강화 시행되었다.

## 2014년 개정과정
최재천 새정치민주연합의원이 도서정가제 수정안을 지난 4월 발의했다. 출판 문화 산업 진흥법 일부 개정법률안(도서정가제 수정안 포함)이 29일 국회 본회의룰 통과했다. 11월 11일 국무회의에서 도서정가제 시행안이 통과되었다. 개정된 도서정가제에 따르면, 전자책을 포함한 모든 간행물은 종류에 관계없이 정가의 10%까지만 할인이 가능하며, 마일리지 등 추가 혜택의 5%까지 최대 15%의 할인이 가능하다. 또한 종전에는 제한 없이 할인이 가능하던 발매 18개월이 지난 간행물 역시 할인이 불가능하며 정가의 조정만이 가능하다. 2014년 11월 21일부터 시행되었다.

## 도입 목적
도서정가제를 시행한 이유는 다음과 같다. 개정된 도서정가제는 과도한 가격 경쟁을 막고, 소형 출판사와 서점들의 활성화를 유도하기 위해 정부가 마련한 것으로 모든 서적의 할인율을 15% 이내(현금 할인 10%+간접 할인 5%)로 제한, 무분별한 가격 경쟁을 차단하는 데 목적이 있다. 할인폭에 제한이 없었던 기증도서와 실용서, 발간된 지 1년 반이 지난 중고책을 정가제에 포함하고 오픈 마켓도 가격 규제 대상이다.

## 비판
도서정가제는 유럽의 많은 국가에서도 실행하고 있다. 하지만, 유럽에서도 2년 이상 지난 도서에 대해서는 할인율 제한을 두고 있지 않다. 이 법안을 낸 최재천 의원은 그걸 미시적인 부분, 세부적인 부분이라고 하는데 실상은 가장 핵심적인 부분이다. 프랑스 문화부 장관의 말을 인용해 '책은 상품이 아니다'라고 하는데, 그런 관점이야 충분히 이해하지 못하는 것은 아니지만 유통이나 출판, 독자의 입장에서 책의 상품적인 속성은 분명히 존재한다. 세상엔 언제까지나 그 가치가 변하지 않는다고 하는 문학작품도 존재하지만, 6개월만 지나도 그 가치가 바닥으로 추락하는 최신 기술 서적들도 존재한다.
그 외에도 유럽과 한국의 도서구매력의 차이, 책 값의 거품이 정말 꺼질 것인가, 구간 도서들의 가격 재조정이 실제로 일어날 것인가 등 비판의 여지가 많다.

## 간행물 정가의 10퍼센트 할인 사건
간행물 정가의 10퍼센트 할인 사건은 출판문화산업진흥법 시행규칙 제9조의2 위헌확인에 대한 대한민국의 중요 헌법재판소 판례로 대한민국의 도서정가제에 대한 중요한 결정으로 여겨진다. 자기관련성 부족과 기본권의 침해 가능성이 없는 점을 빌어 각하(재판 신청을 배척)하였다.

### 사실관계
청구인들은 출판사 경영자, 간행물 판매자, 그리고 출판사 또는 간행물 판매업자들의 이익단체인 사단법인인데 간행물을 판매하는 자로 하여금 실제로 판매한 간행물 가격의 10퍼센트까지 소비자에게 경제상의 이익을 제공할 수 있도록 규정한 ‘출판문화산업 진흥법 시행규칙’ 제9조의2가 청구인들의 재산권과 직업의 자유를 침해하고 법률유보원칙에 반한다고 주장하면서 이 사건 헌법소원심판을 청구하였다.

### 관련조문

#### 출판문화산업진흥법 시행규칙
제9조의2(간행물의 유통질서) ① 법 제23조 제1항 제3호에서 "문화체육관광부령으로 정하는 사항을 위반하는 행위"란 간행물을 판매하는 자가 소비자에게 법 제22조 제2항 및 제3항에 따라 실제로 판매한 간행물 가격(이하 이 조에서 "판매가"라 한다)의 10퍼센트를 초과하는 경제상의 이익을 제공하는 행위를 말한다.
② 제1항에서 "경제상의 이익"이란 간행물의 거래에 부수하여 소비자에게 제공되는 다음 각 호의 어느 하나에 해당하는 것을 말한다.
1. 물품
2. 마일리지(판매가의 일정 비율에 해당하는 점수 등을 말한다)
3. 할인권
4. 상품권
5. 제1호부터 제4호까지에서 규정한 것 외에 소비자가 통상 대가를 지급하지 아니하고는 취득할 수 없는 것이라고 인정되는 것

### 결론
각하

### 심판의 적법여부

#### 출판업자의 자기관련성
직접적인 수범자는 간행물 판매업자이고 출판사를 경영하는 출판업자는 이 사건 심판업자의 직접적인 수범자라고 볼 수 없다. 간접적, 사실적, 경제적 이해관계에 불과하므로 출판업자들의 청구부분은 기본권 침해의 자기관련성이 결여되었다.

#### 사단법인의 자기관련성
단체는 원칙적으로 단체 자신의 기본권을 직접 침해 당한 경우에만 그의 이름으로 헌법소원재판을 청구할 수 있을 뿐이고 그 구성원을 위하여 또는 구성원을 대신하여 헌법소원심판을 청구할 수 없다. 사단법인 자체의 기본권이 침해당하고 있음을 이유로 하여 이 사건 헌법소원심판을 청구한 것이 아니고, 사단법인에 소속된 회원들이 이 사건 심판대상 규칙으로 말미암아 헌법상 보장된 재산권 및 직업행사의 자유를 침해당하고 있음을 이유로 하여 이 사건 헌법소원심판을 청구하였으므로 자기관련성이 결여되어 있다.

#### 간행물 판매업자의 기본권 침해가능성
이 사건 심판대상 규칙은 간행물 판매자의 영업의 자유를 제한하는 것이 아니라, 오히려 도서정가제의 적용으로 비롯되는 유통단계의 경쟁의 자유의 제한을 완화하고 간행물 판매자의 영업의 자유를 일부 회복시켜 보장하는 것이다. 도서정가제가 시행됨으로써 간행물 판매업자가 얻을 수 있는 영업사 이익은 그 자신의 경제적 활동의 결과이고 법률상의 권리로서 보장되는 이익이 아니다 그러므로 재산권이나 직업의 자유와 같은 기본권에 대한 침해가 발생하지 않는다.

## 참고 문헌
- 정회철, 중요 헌법재판소 판례 200, 여산, 2012.
- 전원재판부 2010헌마602, 2011.4.28
- 김유향, 헌법중요판례250, 윌비스, 2015. ISBN 9788965386124

## 같이 보기
- 자기관련성
- 재산권
- 사단법인
- 출판문화산업진흥법